# Football Club Epégard Le Neubourg
Maillots
Le Football Club Epégard Le Neubourg est un ancien club de football féminin français basé au Neubourg.
Les Neubourgeoises atteignent pour la première fois de leur histoire la Division 1 en 1986, après trois saisons en seconde division, ponctué par un titre en 1984. Mais après deux saisons dans l'élite, le club s’effondre et enchaîne les relégations jusqu'à sa disparition.
Le club comprenait également une section masculine, toujours en activité, qui n'a jamais joué au niveau national.

## Palmarès
Le palmarès de l'FCE Le Neubourg comporte un championnat de France de seconde division.
Le tableau suivant liste le palmarès du club dans les différentes compétitions officielles au niveau national et régional.
| Compétitions nationales                               | Compétitions régionales     | Équipes de jeunes           |
| - Championnat de France de D2 (1) - Vainqueur : 1984. | Votre aide est la bienvenue | Votre aide est la bienvenue |

## Bilan saison par saison
Le tableau suivant retrace le parcours du club depuis la création de la première division en 1974 jusqu'à sa disparition.
| Édition   | Division 1     | Division 2             | Divisions Régionales |           |   |                |   |
| 1974-1983 | -              | -                      | …                    |           |   |                |   |
| 1983-1984 | -              | Vainqueur              | -                    | 1984-1985 | - | Demi-finaliste | - |
| 1985-1986 | -              | 4e (Gr. A)             | -                    |           |   |                |   |
| 1986-1987 | Demi-finaliste | Championnat inexistant | -                    |           |   |                |   |
| 1987-1988 | 8e (Gr. A)     | Championnat inexistant | -                    |           |   |                |   |
| 1988-.... | -              | …                      | …                    |           |   |                |   |